# Ruta Provincial E 56 (Córdoba)
En la Provincia de Córdoba, República Argentina, encontramos, a pocos metros del puente de la  RP 5 (km 36)  sobre el río Anizacate, en la localidad homónima, la Ruta Provincial E-56
. Esta breve vía de comunicación, asfaltada en su totalidad en 2012, une la localidad antes mencionada con la  RN 36 (km 759) .
Un aspecto importante de esta ruta es que permite acceder en forma segura al sitio donde se inicia el Canal Los Molinos, que es el encargado de proveer agua a la zona sur de la ciudad de Córdoba.

## Localidades
En sus poco más de 20 km, esta ruta atraviesa centros urbanos de baja población que se detallan a continuación. ninguno de ellos es cabecera de departamento y entre paréntesis, figuran los datos de población según censo INDEC 2010.

- Departamento Santa María: Anizacate: 3.289, José de la Quintana: , Villa San isidro: 1.227
- Departamento Calamuchita: Villa Los Molinos: 338, Villa San Miguel:

## Recorrido
Los valores de kilometrajes son aproximados.
|  | CONTgq | TBHFa | CONTfq |

|  | RMCONTgq | KRZlr+lr | RMCONTfq |

|  |  | BHF |

|  | CONTgq | TBHFeq |  |

|  |  | hKRZWae |

|  |  | BHF |

|  |  | hKRZWae |

|  |  | STR |

|  | WASSERq | hKRZWae | WASSERq |

|  | GRZq | STR+GRZq | GRZq |

|  |  | STR |

|  |  | SPLa |

|  | BAHN | vSKRZ-Eu |  |

|  |  | SPLe |

|  |  | TEEaq | LCONTfq |

|  |  | BHF |

|  |  | BHF |

|  | CONTgq | SHI4gl+lq | CONTfq |

## NOTAS
1. ↑   El kilometraje fue tomado del amojonado en ruta. En caso de ausencia de los mismos, se calculó según información disponible en Internet, o verificación in situ .
2. ↑   Datos oficiales según Dirección de Estadísticas y censos del Gobierno de la Provincia de Córdoba, año 2010 Según datos INDEC